# Subansiri-Dammbruch
Beim Subansiri-Dammbruch brach im August 1950 der Damm eines natürlich aufgestauten Sees in Tibet und verursachte eine Katastrophe.

## Hintergrund
Einige Tage nach dem Assam-Erdbeben von 1950 gab es einen Dammbruch am Subansiri, einem Nebenfluss des Brahmaputra. Der Damm war durch einen Erdrutsch entstanden und deshalb keine von Menschen gemachte Talsperre, sondern ein natürlicher Damm. Er staute das Wasser des Subansiri auf, bis der Damm überströmt wurde und acht Tage nach dem Erdbeben, demnach am 23. August 1950, brach. Nach anderen Quellen brach der Damm nach drei Tagen, also am 18. August 1950. Es entstand eine 7 m hohe Flutwelle, die 532 Tote in mehreren Dörfern zur Folge hatte.

## Folgen
Das Erdbeben am 15. August 1950 in Assam und Tibet war mit der Magnitude 8,6 eines der stärksten, die es je gab. Durch das Erdbeben allein gab es schon 1526 Tote. Es war so stark, dass es bedeutende Veränderungen der Erdoberfläche gab: in Upper Assam, in den Mishmi Hills, in den Arbor Hills; insgesamt in einem 15.000 Quadratmeilen (38.000 km²) großen Gebiet. Die Magnitude 8 (VIII) wurde in einem Gebiet von 75.000 Quadratmeilen (192.000 km²) überschritten. Auch am Dibang und am Dihing, weiteren Zuflüssen des Brahmaputra, entstanden durch das Erdbeben Erdrutsche, die Dämme bildeten, die jedoch weggespült wurden, ohne Schaden anzurichten.